# Noyers-Auzécourt
Noyers-Auzécourt – miejscowość i gmina we Francji, w regionie Grand Est, w departamencie Moza.
Według danych na rok 1990 gminę zamieszkiwało 247 osób, a gęstość zaludnienia wynosiła 14 osób/km² (wśród 2335 gmin Lotaryngii Noyers-Auzécourt plasuje się na 800. miejscu pod względem liczby ludności, natomiast pod względem powierzchni na miejscu 246.).